# O Deserto Vermelho
O Deserto Vermelho (em italiano:  Il deserto rosso; em francês:  Le Désert rouge) é um filme franco-italiano de 1964 dirigido por Michelangelo Antonioni. 
Foi o primeiro filme colorido de Antonioni  e o último filme que ele fez com sua então musa Monica Vitti durante o período de 1959 à 1964.

## Sinopse
Giuliana (Monica Vitti) esposa de Ugo (Carlo Chionetti) com qual ela tem um filho habita a cidade industrializada em Ravenna, na Itália. Ela sofreu um acidente de carro e acabou de sair da clínica mas ainda não se recuperou do choque que ela teve e se encontra em constante estado de agonia. Ela conhece o engenheiro Corrado (Richard Harris), amigo de seu esposo que por interesse sexual logo se torna amigo de Giuliana e tenta a ajudar com seus problemas. Filme com uma trilha sonora agonizante e explorando alguns dos temas mais recorrentes durante a carreira de Antonioni: a solidão e a incomunicabilidade do ser humano.

## Elenco
- Monica Vitti: Giuliana
- Richard Harris: Corrado Zeller
- Carlo Chionetti: Ugo
- Xenia Valderi: Linda
- Aldo Grotti: Max
- Rita Renoir: Emilia
- Valerio Bartoleschi: filho de Giulana
- Emanuela Paola Carboni: menina do conto
- Lili Rheims: esposa do operador de rádio
- Giuliano Missirini: operador de rádio